# Пробовідбірник
Пробовідбірник, Пробовідбірниця (рос. пробоотборщик, пробоотборщица, англ. worker taking samples, sampler, нім. Probenehmer m) — спеціальність, робітник (робітниця), який (яка) виконує операції відбору проб.
Паронім: пробовідбирач (пристрій).